# برای جنی
برای جنی (انگلیسی: To. Jenny؛‏ کره‌ای: 투제니) یک مجموعه تلویزیونی محصول کره جنوبی سال ۲۰۱۸ با بازی کیم سونگ چول و جونگ چه یون است. این مجموعه در روزهای ۱۰ و ۱۷ ژوئیه ۲۰۱۸ ساعت ۲۳:۰۰ (کی‌اس‌تی) از کی‌بی‌اس۲ پخش شد.

## بازیگران

### اصلی
- کیم سونگ چول در نقش پارک جونگ مین
- جونگ چه یون در نقش کوان نا را[۵]